# Brookesia perarmata
Brookesia perarmata este o specie de cameleoni din genul Brookesia, familia Chamaeleonidae, descrisă de Angel 1933. A fost clasificată de IUCN ca specie în pericol. Conform Catalogue of Life specia Brookesia perarmata nu are subspecii cunoscute.